# Rheumaptera taunicata
Rheumaptera taunicata är en fjärilsart som beskrevs av Fuchs 1900. Rheumaptera taunicata ingår i släktet Rheumaptera och familjen mätare. Inga underarter finns listade.